# Луцій Постумій Альбін (консул 173 року до н. е.)
Луцій Постумій Альбін (лат. Lucius Postumius Albinus; ? — після 167 до н. е.) — політичний, державний та військовий діяч Римської республіки, консул 173 року до н. е.

## Життєпис
Походив з патриціанського роду Постуміїв. Про молоді роки немає відомостей. 
У 180 році до н. е. став претором. Після чого у 179 році до н. е. як провінцію отримав Дальню Іспанію. Під час своєї каденції воював проти племен ваккеїв та лузітан. За свої успіхи отримав право на тріумф від римського сенату.
У 173 році до н. е. його обрано консулом разом з Марком Попіллієм Ленатом. Спочатку його було відправлено до Кампанії, щоб врегулювати земельні відносини. Під час своєї каденції відновив свято Флоралії. Вслід за цим вирушив до Лігурії.
У 171 році до н. е. був одним з посланців до Массініси та Карфагену щодо врегулювання конфліктів між ними, а також отримання військової підтримки у війні проти Македонії. 169 року до н. е. висунув свою кандидатуру на посаду цензора, проте програв вибори.
У 168 році до н. е. його призначено військовим трибуном при консулі Луції Емілі Павло у війні з Персеєм, царем Македонії. Звитяжно бився у вирішальній битві при Підні. Остання згадка про Альбіна датується 167 роком до н. е.